# Història d'Albània

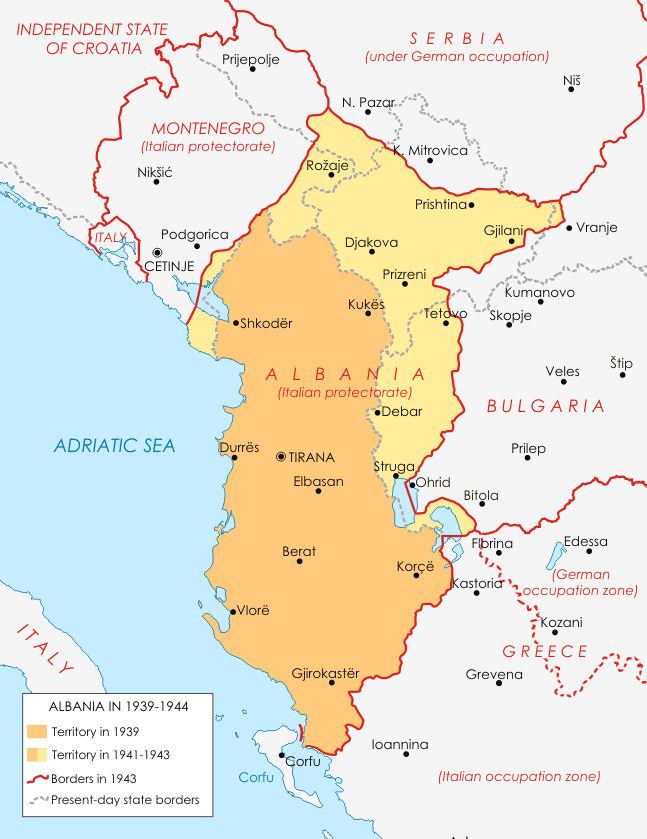
Mapa d'Albània

La història d'Albània com a estat independent comença després de les Guerres Balcàniques (1912-1913). Per aquell temps Albània era un país subdesenvolupat amb una mica menys d'un milió d'habitants dividits en tres grans grups religiosos i dues diferents classes socials: els que eren propietaris de la terra i defensaven els seus drets semifeudals, i aquells que no ho eren. Els primers sempre van tenir el control dels llocs de poder en el centre i sud del país, per tant esperaven mantenir els seus privilegis una vegada que Albània es fes independent. No obstant això, la majoria de la població havia començat a qüestionar aquesta situació. A més, gairebé tota l'aristocràcia terratinent professava la religió musulmana, així com la majoria dels oficials i funcionaris públics entrenats per l'administració de l'Imperi Otomà. En conseqüència la majoria dels llocs administratius, en tots els nivells, era manejat per albanesos de religió musulmana.

## Prehistòria
Es troben restes d'assentaments humans des del Paleolític, concretament a les zones de Xarrë i les muntanyes que queden a prop de Tirana. Diverses onades d'indoeuropeus van arribar entre el 6.000 i el 2000 aC, amb una cultura similar a la de les zones gregues. Probablement es troben entre els fundadors de la civilització micènica posterior.

## Edat antiga
El poble més antic conegut que va habitar l'actual territori d'Albània va ser el dels il·liris, dels quals els shqipëtars o albanesos són directes descendents, al sud estava la tribu epirota dels caonis; els grecs colonitzaren les costes i el sud del territori, que va quedar en gran part inclòs dintre de l'Epir. Freqüentment els il·liris efectuaven incursions als estats hel·lenístics de Molòssia, Peònia i fins i tot Macedònia. L'any 35 aC els romans en van conquerir els llocs més accessibles i civilitzats i hi van formar les províncies de l'Illyricum i l'Epir, encara que els territoris més muntanyencs i remots mai van arribar a estar sota control de l'Imperi Romà, la qual cosa explica en gran manera la pervivència de l'idioma albanès. Sota els romans, Il·líria va conèixer una època de pau i prosperitat. La principal ruta comercial entre Roma i Constantinoble, la Via Egnatia, discorria entre Epidamnos/Durrës i Tessalònica. Els il·liris, igual que els grecs, van conservar la seva llengua i les seves tradicions durant el domini romà. Quan l'Imperi Romà va quedar dividit l'any 395 dC, els il·liris van quedar dins de l'Imperi Romà d'Orient. Durant els segles V i VI van confluir amb pobles itinerants com els visigots, huns, ostrogots; i van acabar sent veïns (al nord i a l'est) dels eslaus, que van assimilar en aquestes zones als il·liris o macedonis.

## Edat mitjana
Les àrees controlades abans per grecs i romans van passar després a formar part de l'Imperi Romà d'Orient, els territoris controlats pels romans d'Orient van ser envaïts pels eslaus al segle vi i a aquests els van seguir els búlgars, que van annexar part del país a l'Imperi búlgar al segle ix. Després va sorgir el Despotat de l'Epir, governat per prínceps d'origen grec. A l'acabament de l'edat mitjana, els turcs otomans van envair la península Balcànica (1385). Skanderbeg va unir els principats albanesos en una aliança militar i diplomàtica, la Lliga de Lezhë, el 1444 i Mehmet II no va tenir èxit en els seus esforços per sotmetre Albània mentre Skanderbeg era viu, tot i que en dues ocasions (1466 i 1467) va dirigir ell mateix els exèrcits otomans contra Krujë. Skanderbeg va dirigir en nom dels albanesos les lluites conjuntes de serbis, búlgars, romanesos i altres pobles de la zona contra els turcs otomans, i es convertí en l'heroi nacional i en una icona de la lluita contra l'invasor islàmic però després de la mort de Skanderbeg el 1468, els albanesos no van poder trobar cap líder per substituir-lo, i Mehmed II finalment va conquerir Krujë i Albània el 1478. Vivaldi va dedicar una òpera a en Skanderbeg, amb el mateix nom. D'aquesta època, daten els primers documents escrits en llengua albanesa, en alfabet ciríl·lic.
Albània va ser independent fins al 1479 (deu anys després de la mort de Gjergj Kastriot), però Turquia, després de ferotges matances, va assolir el control del territori, que va retenir fins al 1912. En aquest llarg període d'ocupació van succeir diversos fets determinants per a l'actual cultura albanesa: gran part de la població urbana es va exiliar, principalment al sud d'Itàlia (els arbëreshë), mentre que la majoria de la població que es va mantenir dins el país va ser convertida a l'islam al llarg dels set segles d'ocupació; després de la conversió a l'islam de gran part dels albanesos (en part per interès i supervivència), aquests es van convertir en un poble privilegiat i lleial a l'imperi, aconseguint alts càrrecs en l'administració de l'Imperi Otomà (com els Köprülü, Ali Pasha de Tepelen o Mehemet Ali) i també com a forces de xoc que posseïen els turcs per mantenir el control sobre Grècia, Sèrbia, el territori de l'actual Macedònia del Nord i Bulgària. L'emigració de part de la població sèrbia de l'actual Kosovo va portar als albanesos a fer-se majoritaris en aquesta regió.
Les revoltes albaneses de 1833 a 1839 van tenir lloc a Albània com a reacció contra la nova política centralitzadora de l'administració otomana, a Shkodër i el sud d'Albània en 1833 en les que el govern otomà va acceptar les peticions dels rebels i va substituir l'impopular governador Namik Paixà per un altre funcionari i declarant una amnistia, però les promeses foren incomplides i en 1834 tornà a haver un aixecament i després d'importants combats els rebels es van retirar a les muntanyes, i per calmar la situació, el govern otomà va transferir el governador otomà Hafiz Pasha i va cancel·lar el servei militar per a les regions rebels. L'estiu de 1836 va començar un nou aixecament a Vlorë i el 1837 a Muzeqe. Van derrotar les forces otomanes a Berat, però en una segona batalla a Frakull van ser derrotats per una nova força otomana superior. Alush bey Frakulla i altres líders locals van ser capturats i condemnats a treballs forçats. L'agost de 1839 es va produir un nou aixecament a Berat que es va estendre per totes les regions de Sanjaq de Vlorë. Els líders rebels van enviar una petició al sultà Abdul Medjit perquè tingués funcionaris albanesos a l'administració i que posés a Ismail Pasha, nebot d'Alí Paixà de Janina, com a governador general. El setembre de 1839 els rebels van capturar el castell i una vegada més el govern otomà va ajornar l'aplicació de les reformes a Albània.
La revolta albanesa de 1843–1844, també coneguda com l'aixecament del dervix Cara va ser un aixecament al nord de l'Albània otomana contra les Reformes Tanzimat otomanes que van començar el 1839 i es posaven en acció gradualment a les regions d'Albània. El maig de 1844 l'exèrcit otomà va atacar els rebels, obligant-los a retirar-se a les zones de Kalkandelen, Üsküb i Kumanova. Els forts combats van tenir lloc del 13 al 17 de maig de 1844 al pas de Katlanovo i el 18 de maig a les termals de Katlanovo. El 21 de maig de 1844 l'exèrcit otomà va entrar a Üsküb, on es van produir moltes represàlies, i de maig a juny, després de durs combats l'exèrcit otomà va recuperar Kumanova, Preševo, Bujanovac, Vranje, Kalkandelen i Gostivar, i al juliol l'exèrcit otomà va capturar totes les àrees que van des de Kačanik fins a Pristina. Dervish Cara va ser capturat per les forces otomanes l'estiu de 1844.

## Segle XX
El 1912, davant les successives derrotes que van sofrir els turcs als Balcans la van ocupar els serbis a finals de novembre, durant la Primera Guerra Balcànica. però l'exèrcit serbi va trobar una resistència significativa de la milícia albanesa a la regió de Luma, cosa que va resultar en la derrota de les forces sèrbies i assegurar la costa adriàtica central albanesa, així que els caps polítics albanesos van poder desembarcar a Durrës i procedir amb els seus plans per a l'eventual Declaració d'Independència d'Albània, encara que es temia l'amenaça de l'expansionisme de l'Imperi Austrohongarès i el dels estats veïns: (Itàlia, Grècia, Sèrbia, Montenegro). Entre 1914-1918, durant la Primera Guerra Mundial, l'empobrit territori albanès va ser camp de batalla entre les forces de l'Entente Cordiale i les dels autoanomenats Imperis Centrals. En acabar la guerra es ratificà el control serbomontenegrí sobre Kosovo i les zones de majoria albanesa de la Macedònia septentrional; Grècia va obtenir fins a la Segona Guerra Mundial el control de l'Epir del Nord, al mateix temps que deportava o obligava a l'hel·lenització les nombroses comunitats albaneses existents al territori grec clàssic (és a dir, al sud de la Línia d'Estrabó). El 1918, a Argiròpolis (malgrat que aquesta ciutat es trobava a la zona de control grec) es va proclamar la independència formal d'Albània, encara que l'«Albània independent» aviat va passar a ésser en la pràctica un protectorat italià sota el comandament inicial d'Ahmet Zogu.
Entre 1928 i 1943, doncs, Albània va ser una monarquia. Els reis foren:
- Ahmet Zogu, Zog I d'Albània (1928-1939)
- Víctor Manuel III d'Itàlia (1939-1943)

Actualment el pretendent al tron és Leka II.

### Segona Guerra Mundial

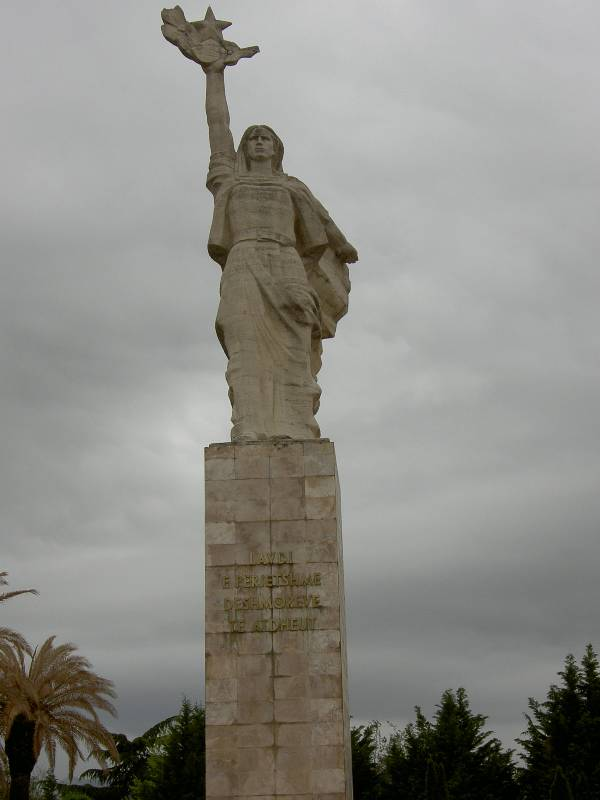
Monument i cementiri dels partisans a Tirana.

Alemanya ocupa Albània al setembre del 1943, mitjançant l'enviament de tropes aerotransportades a Tirana, abans que la guerrilla pogués prendre-la. Aviat, els alemanys obliguen a les guerrilles a retirar-se cap a les muntanyes i al sud del país i anuncien la seva intenció de reconèixer la independència d'una Albània neutral i organitzen un govern, una policia i un exèrcit albanès. Els alemanys van exercir un control menys ferri que en altres països ocupats i més aviat van tractar de buscar el suport albanès apel·lant a causes populars, com la permanència de Kosovo sota domini d'Albània. Això provoca que alguns dispositius de la Unió Nacional cooperin amb els alemanys en la lluita contra la guerrilla comunista i que diversos líders nacionalistes defensin certs aspectes del règim proalemany. Alguns col·laboradors albanesos, agrupats en la Divisió Waffen-SS "Skanderbeg", expulsen als serbis que viuen a Kosovo.
El desembre del 1943, una tercera força de resistència anticomunista i antialemanya apareix a les muntanyes del nord i és coneguda com a Legalitat. Aquest grup és liderat per Abaz Kupi, i compta amb el suport de grups guerrillers GEG que es retiren del MLN després que els comunistes deixen de donar suport a la incorporació de Kosovo a Albània.
Mentrestant, els partisans comunistes es reagrupen i gràcies al suport britànic en armaments, obtenen el control del sud del país el gener del 1944. Al maig del mateix any, criden a un congrés de membres del Front d'Alliberament Nacional a Përmet, el qual escull un Consell Antifeixista d'Alliberament Nacional, que actua com un govern provisional albanès. Enver Hoxha és elegit cap del comitè executiu d'aquest consell i comandant suprem de l'Exèrcit d'Alliberament Nacional. Per mig juny del 1944, els comunistes derroten a les últimes forces de la Unió Nacional al sud del país, després de la qual cosa només troben una esporàdica resistència quan entren a la zona central i nord d'Albània a final del juliol. Per la seva banda, la missió militar britànica insta els nacionalistes a no oposar resistència armada a l'avanç comunista, evacuant el líder de Legalitat, Abaz Kupi, a Itàlia.
Al novembre els alemanys es retiren del país i els comunistes no troben cap obstacle per conquerir Tirana. Un govern provisional, format un mes abans a Berat, comença a administrar Albània amb Enver Hoxha com a primer ministre. Entre les seves primeres directrius, Hoxha envia tropes comunistes a Kosovo per ajudar les forces de Tito a combatre els nacionalistes albanesos. Amb la retirada alemanya, Kosovo és reincorporada a la República de Sèrbia de Iugoslàvia i la regió de Çamëria a Grècia.

### Albània socialista
En finalitzar la guerra, Albània es troba en una complicada situació. Els forts llaços d'Hoxha amb els comunistes iugoslaus i el suport militar i diplomàtic del Regne Unit, garanteixen a Belgrad un rol important en la política albanesa de postguerra. Cal destacar que els aliats mai van reconèixer un govern albanès a l'exili o al rei Zog I, així com tampoc van plantejar la qüestió d'Albània o les seves fronteres a cap de les conferències celebrades en temps de guerra.
Tot i que no hi ha estadístiques fiables de les pèrdues albaneses a la Segona Guerra Mundial, les Nacions Unides van calcular que uns 30.000 albanesos van morir, 200 pobles van ser arrasats, 18.000 cases van resultar destruïdes i gairebé 100.000 persones van perdre les seves llars.
Després del final de la Segona Guerra Mundial, el partit comunista, creat el 1941 sota la influència dels bolxevics, va prendre el control de l'estat albanès, sota el lideratge d'Enver Hoxha, qui havia combatut en la resistència, i proclamà la República Popular d'Albània. Durant algunes dècades sota el seu domini, Hoxha va establir i va trencar les relacions amb diversos estats socialistes. El país va estar aïllat, primer de l'Oest (l'Europa Occidental, l'Amèrica del Nord i Australàsia), si bé posteriorment Hoxha va fer una dura crítica a Khrusxov, va trencar relacions amb la Unió de Repúbliques Socialistes Soviètiques (URSS) i va començar un acostament a la República Popular de la Xina. El 1985, va morir Enver Hoxha i Ramiz Alia va prendre el seu lloc. Inicialment, Alia va intentar seguir els passos de Hoxha, però els canvis a l'Europa de l'Est ja havien començat: Mikhaïl Gorbatxov havia aparegut a l'URSS amb noves polítiques (Glasnost i Perestroika). Els règims leninistes eren pressionats pels Estats Units (EUA) i Europa. Després que Nicolae Ceauşescu (líder comunista de Romania) fos executat en una revolució, Alia ratificaria el Tractat de Hèlsinki (que havia estat signat per altres països el 1975), pel qual es comprometia a modificar la legislació en matèria civil. Van ser convocades eleccions pluripartidistes, que va guanyar el Partit Demòcrata el 1992, amb el 62% dels vots.

### Albània democràtica
En les eleccions generals de juny de 1996, el Partit Demòcrata va intentar guanyar amb la majoria absoluta i va manipular els resultats. El 1997 el frau va implicar el govern sencer i van començar els avalots. Algunes ciutats van ser controlades per la milícia i per ciutadans armats. Aquest caos i rebel·lió va causar que el Partit Socialista guanyés les primàries de 1997. Des de 1990 Albània ha estat orientada cap a Occident, va ser acceptada al Consell d'Europa (1995) i ha demanat formar part de l'OTAN, amb la qual va signar el protocol d'adhesió el 9 de juliol del 2008. La força laboral d'Albània va seguir emigrant a la Unió Europea (UE) i a l'Amèrica del Nord. La corrupció dintre del govern s'està tornant cada vegada més notòria.

## Segle XXI
El 23 de juny de 2013 es van dur a terme les vuitenes eleccions parlamentàries, guanyades per Edi Rama del Partit Socialista. Durant el seu mandat com a 33è primer ministre, Albània ha implementat nombroses reformes centrades en la modernització de l'economia i la democratització de les institucions estatals com el poder judicial i l'aplicació de la llei. A més, la desocupació s'ha reduït constantment fins a la quarta taxa d'atur més baixa dels Balcans.
Després del col·lapse del Bloc de l'Est, Albània va començar a desenvolupar llaços més estrets amb Europa Occidental. A la cimera de Bucarest de 2008, l'Organització del Tractat de l'Atlàntic Nord (OTAN) va convidar Albània a unir-se a l'aliança. L'abril del 2014, Albània es va convertir en membre de ple dret de l'OTAN. Albània va ser un dels primers països del sud-est d'Europa a unir-se al programa Associació per a la pau. Albània va sol·licitar unir-se a la Unió Europea, convertint-se en un candidat oficial per a l'adhesió al juny de 2014.
El 2017, es van dur a terme les vuitenes eleccions parlamentàries, simultàniament amb les eleccions presidencials. Les eleccions presidencials es van celebrar els dies 19, 20, 27 i 28 d'abril de 2017. A la quarta volta, el President en el càrrec i llavors Primer Ministre, Ilir Meta, va ser elegit vuitè President d'Albània amb 87 vots. No obstant això, el resultat de les eleccions parlamentàries celebrades el 25 de juny de 2017 va ser una victòria del Partit Socialista liderat per Edi Rama, que va obtenir el 48,33% dels vots de les eleccions, per davant de 5 candidats més. Lulzim Basha, el candidat del Partit Demòcrata i segon a les eleccions, va rebre només el 28,81% dels vots.
A les eleccions parlamentàries d'abril del 2021, el governant Partit Socialista, dirigit pel primer ministre Edi Rama, va obtenir la seva tercera victòria consecutiva, amb gairebé la meitat dels vots i suficients escons al parlament per governar sol. El mes de febrer de 2022, el Tribunal Constitucional d'Albània va revocar el judici polític del president Ilir Meta, opositor del governant Partit Socialista.